# Edgardo Juanich
Edgardo Sarabia Juanich (ur. 29 kwietnia 1952 w Taytay) – filipiński duchowny rzymskokatolicki, w latach 2002-2018 wikariusz apostolski Taytay.

## Życiorys
Święcenia kapłańskie przyjął 11 lipca 1976 i został inkardynowany do wikariatu apostolskiego Palawan. Był m.in. ojcem duchownym miejscowego seminarium (1992-1994), proboszczem parafii katedralnej (1994-1999), a także administratorem misji w Sibaltan (2001-2002).
13 maja 2002 papież Jan Paweł II mianował go wikariuszem apostolskim Taytay i biskupem tytularnym Ausuaga. Sakry biskupiej udzielił mu 11 lipca tegoż roku w Puerto Princesa ówczesny nuncjusz apostolski na Filipinach, abp Antonio Franco. Następnego dnia odbył się ingres do katedry w Taytay.
W lipcu 2018 ze względu na zły stan zdrowia złożył rezygnację z urzędu, którą 14 listopada tegoż roku przyjął papież Franciszek.